# Hôtel Palm Camayenne

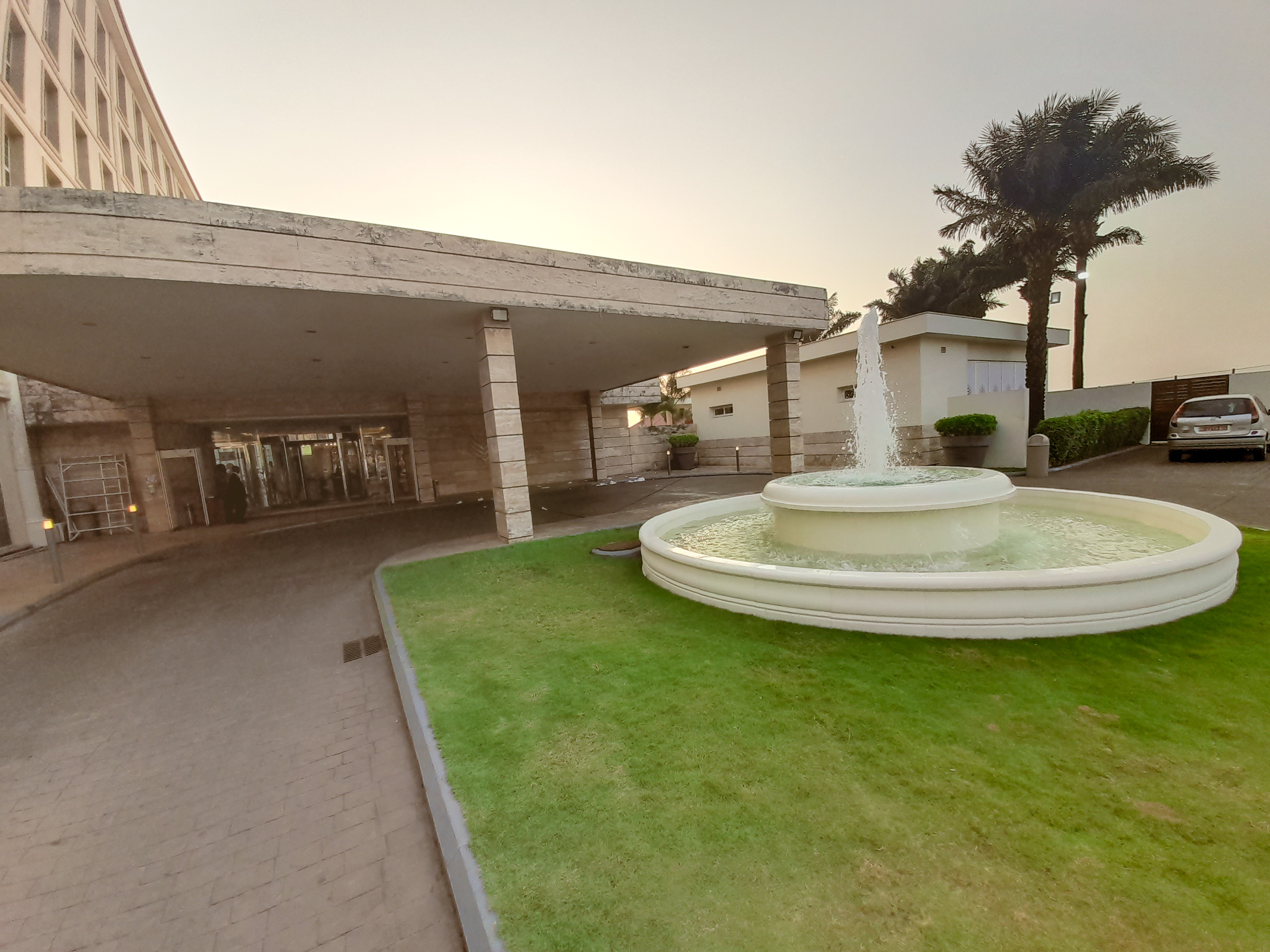
Entre de l'hôtel Camayenne

L'Hôtel Palm Camayenne est un hôtel situé dans le quartier Camayenne à Conakry, en république de Guinée. Bâti en 1964 face à l'océan atlantique, il fut le premier hôtel 5 étoiles du pays.
Il fut autrefois l'un des hôtels de la Sabena, ancienne compagnie aérienne porte-drapeau belge, via sa filiale Sabena Hotels.

## Galeries

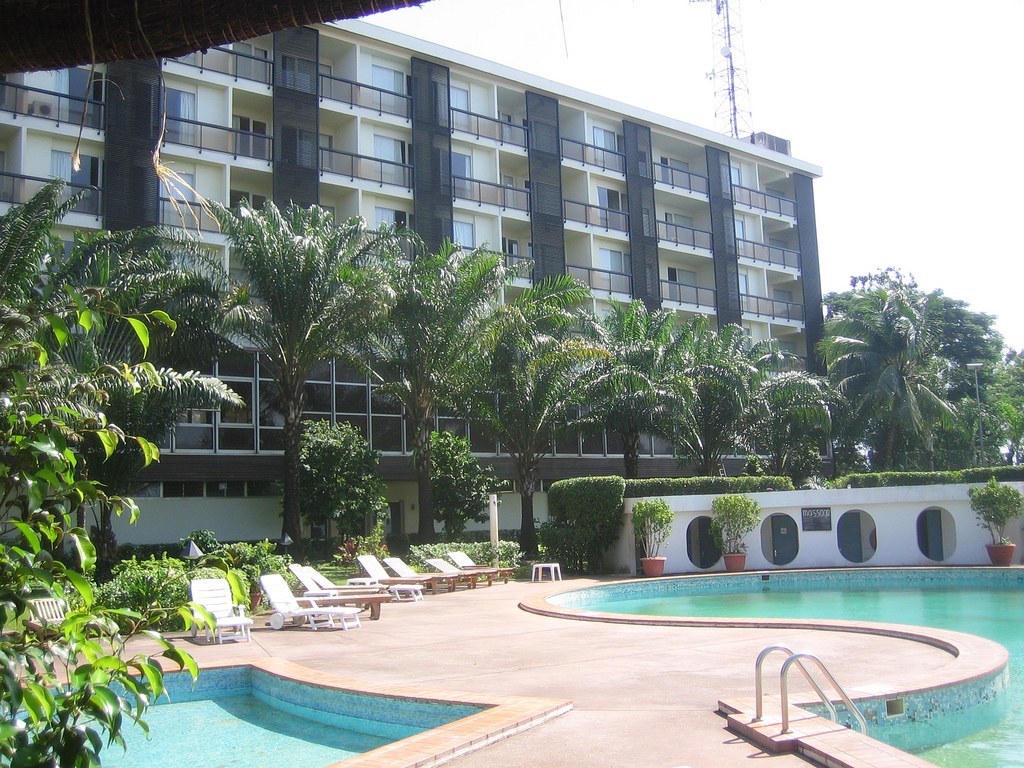
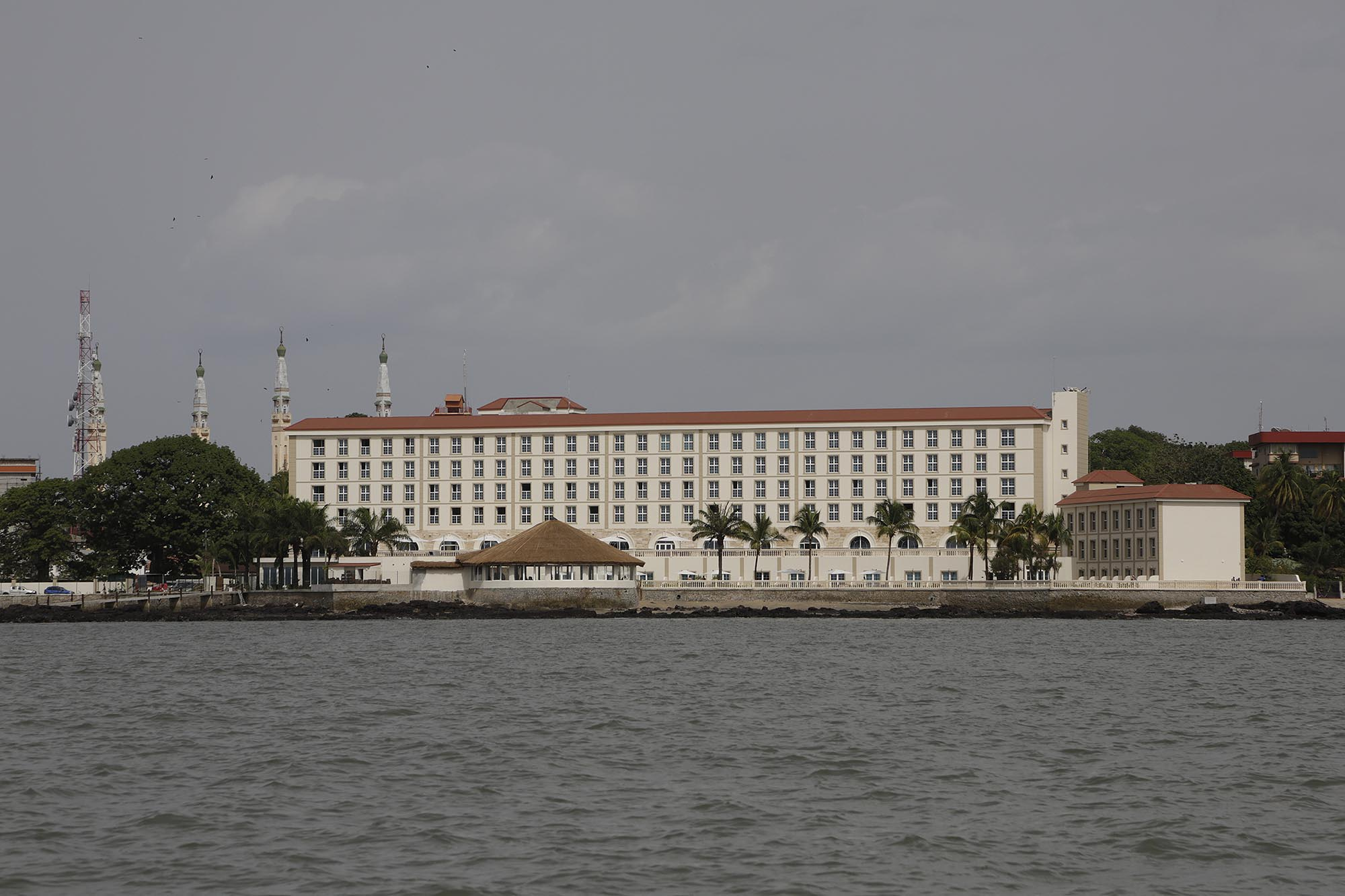
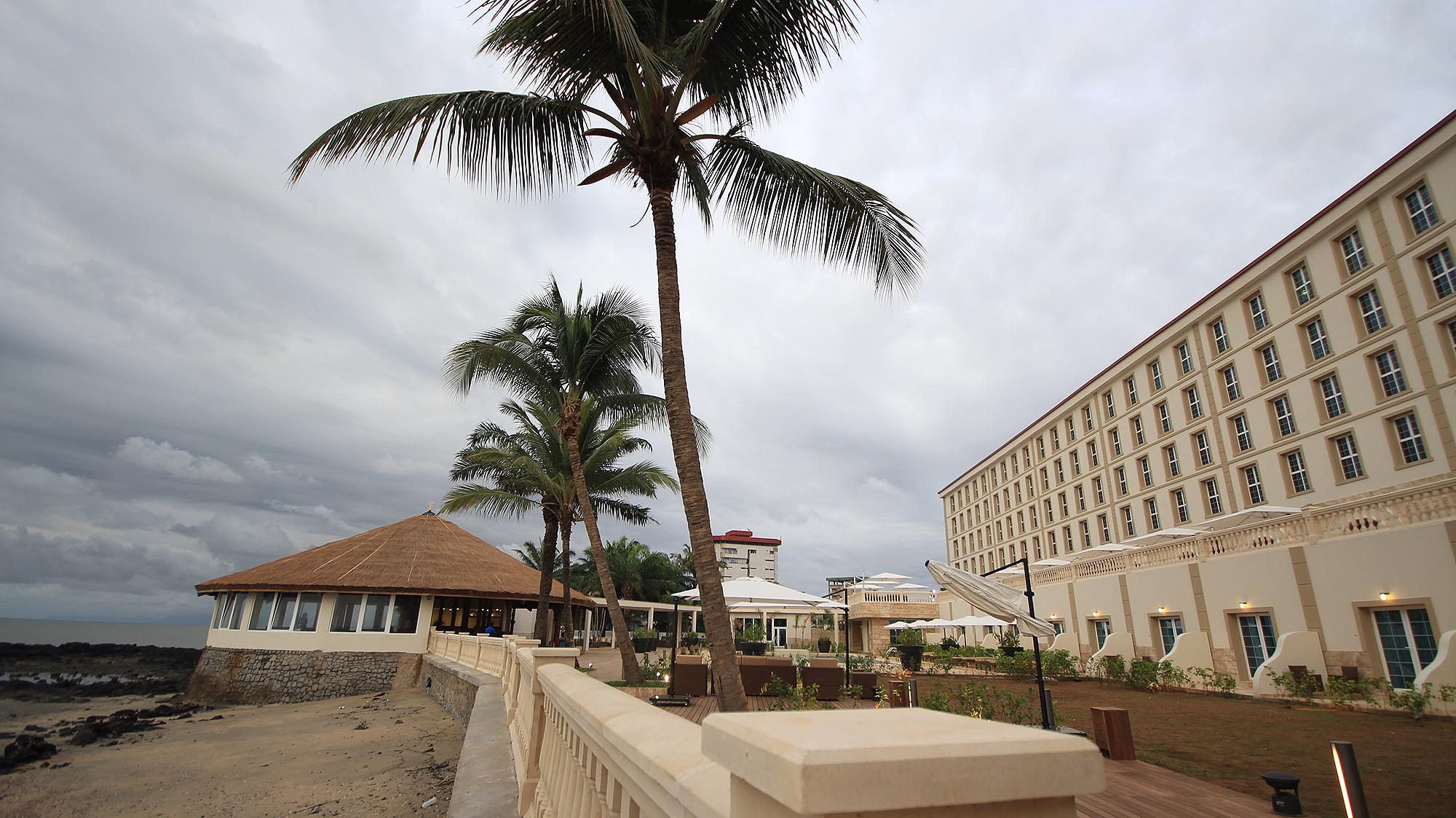
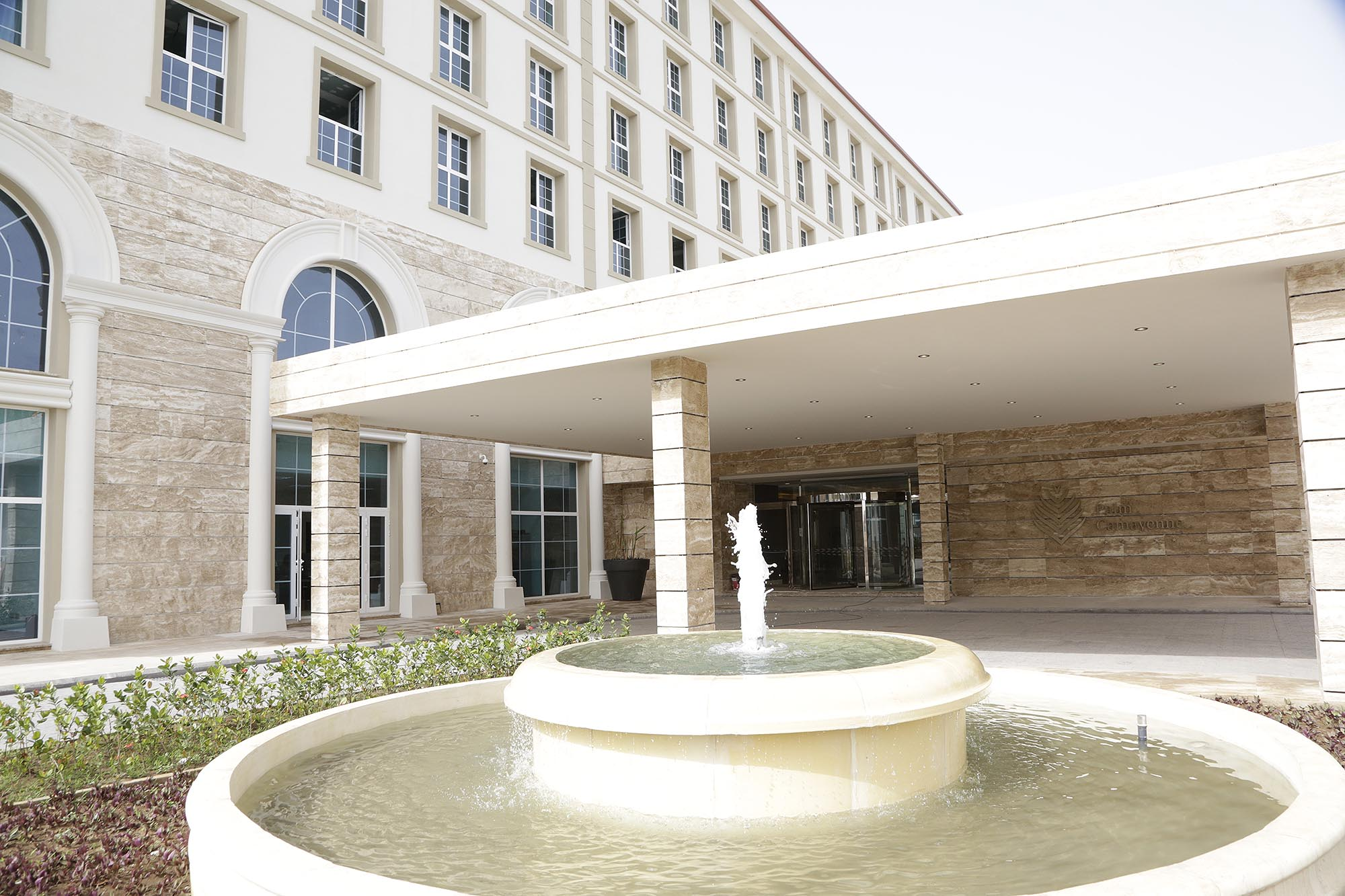